# Caraño
Caraño (llamada oficialmente San Martiño de Caraño) es una parroquia y una aldea española del municipio de Pol, en la provincia de Lugo, Galicia.

## Organización territorial
La parroquia está formada por diez entidades de población, constando nueve de ellas en el nomenclátor del Instituto Nacional de Estadística español:
- Caraño
- Caraño de Abaixo
- Carballamarela (Carballa Marela)
- Castro de Brea (Os Castros)
- Churiz
- Cruzada (A Cruzada)
- Cubeiro
- Mirón
- Pacios
- Ver

## Demografía

### Parroquia
| Gráfica de evolución demográfica de Caraño (parroquia) entre 2000 y 2020 |
|                                                                          |
| Datos según el nomenclátor publicado por el INE.                         |

### Aldea
| Gráfica de evolución demográfica de Caraño (aldea) entre 2000 y 2020 |
|                                                                      |
| Datos según el nomenclátor publicado por el INE.                     |